# Alvesta samrealskola
Alvesta samrealskola var en realskola i Alvesta verksam från 1920 till 1965.

## Historia
Skolan var från 1920 till 1927 en högre folkskola och från 1 januari 1927 till 1943 en kommunal mellanskola. Denna ombildades 1944 till Alvesta samrealskola 
Realexamen gavs från 1927 till 1965.